# یک رویداد چسبناک
یک رویداد چسبناک (انگلیسی: A Sticky Affair) یک فیلم کمدی صامت کوتاه به کارگردانی ویلارد لوئیس است که در سال ۱۹۱۶ منتشر شد. از بازیگران این فیلم می‌توان به اولیور هاردی و بیلی بلچر اشاره کرد.